# The King in Yellow
The King in Yellow (cu sensul de Regele în galben) este o colecție de povestiri Art Nouveau a scriitorului american Robert W. Chambers, publicată pentru prima dată de F. Tennyson Neely în 1895. Prima ediție britanică a fost publicată de Chatto & Windus în 1895 (316 pagini).
Cartea conține nouă povestiri și o succesiune de poezii; în timp ce primele povestiri aparțin genurilor groază supranaturală și ficțiune ciudată, Regele în galben trece progresiv spre un ton mai lejer, terminând cu povestiri romantice lipsite de groază sau elemente supranaturale. Povestirile de groază sunt foarte apreciate și au fost descrise de critici precum E. F. Bleiler⁠(d) și T.E.D. Klein⁠(d) ca fiind clasice în domeniul supranaturalului. Lin Carter a numit-o „o capodopera absolută, probabil cea mai bună carte de fantezie ciudată scrisă în această țară între moartea lui Poe și ascensiunea lui Lovecraft”, și a avut o influență chiar și asupra lui Lovecraft.
Cartea poartă numele piesei omonime din povestiri care reapare ca motiv în primele patru povestiri, o piesă de teatru interzisă care provoacă nebunie celor care o citesc.

## Povestiri
Primele patru povestiri sunt conectate vag prin trei dispozitive principale:
- O piesă de teatru, sub formă de carte, intitulată Regele în galben
- O entitate supranaturală și gotică misterioasă și răuvoitoare cunoscută sub numele de Regele în galben
- Un simbol ciudat numit Semnul galben

Aceste povestiri sunt macabre ca ton, concentrându-se, în concordanță cu celelalte povestiri, asupra unor personaje care sunt adesea artiști sau decadenți, locuitori ai demi-mondului.
Prima și a patra povestire, „The Repairer of Reputations” și „The Yellow Sign”, au loc într-o Americă imaginară a viitorului, în ani 1920, în timp ce a doua și a treia povestire, „The Mask” și „In the Court of the Dragon”, au loc la Paris. Aceste povestiri sunt bântuite de tema: „Ai găsit Semnul galben?”
Personajul macabru se estompează treptat în timpul povestirilor rămase, iar ultimele trei sunt scrise ca o ficțiune romantică comună operei ulterioare a lui Chambers. Toate sunt legate de povestirile precedente prin decorul lor parizian și protagoniștii lor artistici.

### Lista povestirilor
Povestirile din carte sunt:

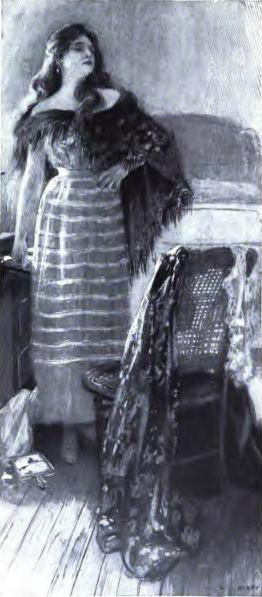
Ilustrația lui Tessie în „The Yellow Sign”, dintr-o ediție din 1902 a cărții.

- „The Repairer of Reputations” – o povestire despre egoism și paranoia care conține imaginarea titlului cărții.
- "The Mask" – „Masca” – o povestire de vis despre artă, dragoste și știință ciudată.
- "In the Court of the Dragon" – „În curtea dragonului” – un bărbat este urmărit de un organist sinistru al bisericii care își caută sufletul.
- „The Yellow Sign” – un artist este tulburat de un paznic sinistru din curtea bisericii care seamănă cu un vierme de sicriu.
- „The Demoiselle d'Ys” – o povestire de dragoste de călătorie în timp.
- "The Prophets' Paradise" – „Paradisul Profeților” – o secvență de poezii în proză ciudate care dezvoltă stilul și tema unui citat din piesa de ficțiune Regele în galben de la la începutul povestirii „Masca”.
- "The Street of the Four Winds" – „Strada celor patru vânturi” – o povestire de atmosferă a unui artist din Paris care este atras de o pisică în camera unui vecin; povestirea se termină cu o notă tragică.
- "The Street of the First Shell" – „Strada primei scoici” – o povestire de război plasată în asediul Parisului din 1870.
- „The Street of Our Lady of the Fields” – boemi americani romantici din Paris.
- „Rue Barrée” – boemi americani romantici la Paris, cu un final discordant care reflectă în mod jucăuș o parte din tonul primei povestiri.

## Piesa numităRegele în galben
Piesa de ficțiune Regele în galben are cel puțin două acte și cel puțin trei personaje: Cassilda, Camilla și „Străinul”, care poate fi sau nu personajul titular.
Colecția de povestiri a lui Chambers conține câteva secțiuni din piesă pentru a prezenta cartea ca întreg sau povestiri individuale. De exemplu, "Cassilda's Song" „Cântecul Cassildei” provine din actul 1, scena a 2-a a piesei.

De-a lungul țărmului, valurile norilor se sparg,

Sorii gemeni se scufundă în spatele lacului,

Umbrele se lungesc

În Carcosa.

Ciudată este noaptea în care răsar stelele negre,

Și luni ciudate se învârt prin cer,

Dar mai străină este

Carcosa pierdută.

Cântece pe care le vor cânta Hiadele,

Unde se zbat zdrențurile Regelui,

Trebuie să moară neauzit în

Cețoasa Carcosa.

Cântecul sufletului meu, vocea mea este moartă,

Mori tu, necântat, ca lacrimile nevărsate

Ce se vor usca și vor muri în

Carcosa pierdută.

Povestirea "The Mask" „Masca” se deschide  cu un fragment din actul 1, scena 2d.

Camilla: Tu, domnule, ar trebui să dai jos masca.
Străinul: Într-adevăr?
Cassilda: Într-adevăr, este timpul. Cu toții am lepădat deghizările, în afară de tine.
Străinul: Nu port mască.
Camilla: (Îngrozită, separat de Cassilda) Fără mască? Fără mască!
Se mai afirmă, în „Reparatorul Reputațiilor”, că momentul final al primului act implică „țipătul agonisit” al personajului Camilla și [...] cuvintele îngrozitoare răsunând pe străzile întunecate din Carcosa”.
Toate fragmentele provin din actul I. Povestirile descriu actul I ca fiind destul de obișnuit, dar citirea actului II înnebunește cititorul cu adevărurile „irezistibile” revelate: „Însăși banalitatea și inocența primului act a permis apoi căderea loviturii cu un efect mai îngrozitor”.
Chambers oferă de obicei doar indicii împrăștiate ale conținutului piesei complete, ca în acest extras din „Reparatorul reputațiilor”:

El a menționat fondarea dinastiei în Carcosa, lacurile care legau Hastur, Aldebaran și misterul Hiadelor. A vorbit despre Cassilda și Camilla și a sunat în adâncurile înnorate ale lui Demhe și ale lacului Hali. „Zdrențurile scoase ale regelui în galben trebuie să-l ascundă pe Yhtill pentru totdeauna”, mormăi el, dar nu cred că Vance l-a auzit. Apoi, treptat, l-a condus pe Vance de-a lungul ramificațiilor familiei imperiale, la Uoht și Thale, de la Naotalba și Fantoma Adevărului, la Aldones, iar apoi, aruncând deoparte manuscrisul și notele, a început minunata poveste a Ultimul Rege.
Un pasaj similar apare în "The Yellow Sign" „Semnul galben”, în care doi protagoniști au citit „Regele în galben”:

Noaptea s-a lăsat și orele au trecut, dar totuși am murmurat unul altuia despre Rege și Masca Palidă, iar miezul nopții a sunat din turlele încețoșate din orașul învăluit de ceață. Am vorbit despre Hastur și despre Cassilda, în timp ce afară ceața se rostogolea prin geamurile goale, în timp ce valurile norilor se rostogolesc și se sparg pe țărmurile lui Hali.

## Inspirații pentruRegele în galben
Chambers a împrumutat numele Carcosa, Hali și Hastur de la Ambrose Bierce: în special, povestirile sale „Locuitorul din Carcosa” și „Haïta păstorul”. Nu există niciun indiciu puternic că Chambers a fost influențat de altceva în afară de nume. De exemplu, Hastur este un zeu al păstorilor în „Haïta păstorul”, dar este implicit un loc în „The Repairer of Reputations”, listat alături de Hiade și Aldebaran. Masca pe care străinul este instruit să o scoată se dovedește că nu există deloc în fragmentul din piesa Regele în galben (în povestirea lui Chambers „The Mask”), Masca evocă scena din „Masca Morții Roșii” de Edgar Allan Poe, unde Prințul Prospero cere ca străinul îmbrăcat ca Moartea Roșie să-și scoată masca și hainele, doar pentru a nu găsi nimic dedesubt. Având în vedere recunoașterea acelei povestiri, aceasta ar putea fi o inspirație sau chiar un tribut de la Chambers către Poe.
Brian Stableford a subliniat că povestirea „The Demoiselle d'Ys” a fost influențată de povestirile lui Théophile Gautier, precum „Arria Marcella” (1852); atât povestirile lui Gautier, cât și cele ale lui Chambers prezintă o relație de dragoste activată de un derapaj de timp supranatural.

## Influența asupraMitologiei Cthulhu

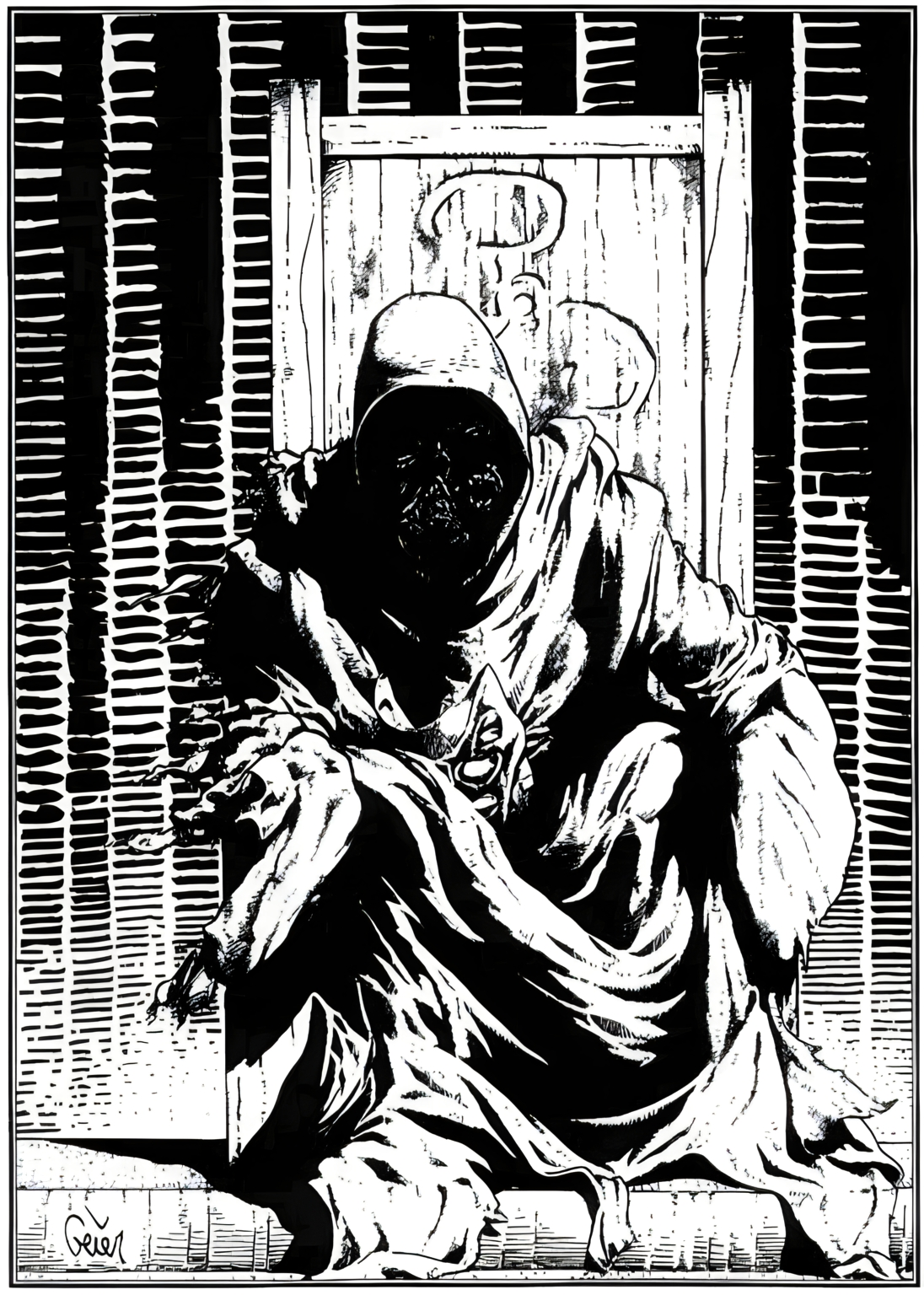
„The King in Yellow”, ilustrație de Earl Geier în scenariul lui Richard Watts „Tatterdemalion” pentru jocul de rol Call of Cthulhu publicat de Chaosium. Semnul galben care împodobește spatele tronului a fost proiectat de Kevin A. Ross pentru scenariul "Tell Me, Have You Seen the Yellow Sign?" „Spune-mi, ai văzut semnul galben?”

HP Lovecraft a citit Regele în galben la începutul anului 1927  și a inclus referințe la diverse lucruri și locuri din carte, cum ar fi Lacul Hali și semnul galben, în „The Whisperer in Darkness” (1931), una dintre principalele sale povestiri din Mitologia Cthulhu. Lovecraft a împrumutat metoda lui Chambers de a se referi foarte vag la unele evenimente, entități și locuri supranaturale, permițând astfel cititorilor săi să-și imagineze singuri groaza provocată de acestea. Piesa de teatru Regele în galben a devenit efectiv o altă piesă de literatură ocultă în mitologia Cthulhu, alături de Necronomicon și altele.